# 阿里·易卜拉欣莫夫
阿里·伊斯梅洛维奇·易卜拉欣莫夫（俄语：Али Измаилович Ибрагимов；1913年9月18日（格里历：10月1日）—1985年5月28日），阿塞拜疆人，苏联党和国家领导人。曾任阿塞拜疆苏维埃社会主义共和国计划委员会主席、部长会议副主席、第一副主席、外高加索经济区计划委员会主席、部长会议主席等职。

## 生平
- 1913年9月18日（格里历：10月1日）出生于外贝加尔州涅尔琴斯基扎沃德区乌斯季卡尔斯克的一个阿塞拜疆革命者家庭。祖父母因参与革命活动全家被流放西伯利亚。他的父母也在西伯利亚出生长大，在当地务农。父亲伊斯梅尔1919年被白军杀害。阿里在当地乡村学校接受中学教育，1929年毕业，同年随家人返回巴库。
- 1929年-1932年，巴库机械技术学院学习。
- 1932年-1938年，巴库施密特工厂技术员。期间，1932年-1937年，阿塞拜疆工业学院机械工程专业学习。
- 1938年-1940年，红军太平洋舰队服役。
- 1941年-1943年，巴库五一机械制造厂总工程师。1943年加入联共（布）。
- 1943年-1945年，巴库基洛夫钻机厂厂长。
- 1945年-1946年，阿共（布）巴库市委机械工业部副书记。
- 1946年-1948年，巴库市Azneftmash公司负责人。
- 1948年-1949年，阿共（布）中央委员会副书记。
- 1949年-1950年5月，阿共（布）中央委员会工业和交通部部长。
- 1950年5月-1953年4月，阿塞拜疆苏维埃社会主义共和国国家计划委员会主席。
- 1953年4月-1954年3月，阿塞拜疆苏维埃社会主义共和国国家计划委员会第一副主席。
- 1954年3月-1964年4月，阿塞拜疆苏维埃社会主义共和国国家计划委员会主席。
- 1963年-1965年10月，外高加索经济区计划委员会主席。
- 1965年10月-1970年4月，阿塞拜疆苏维埃社会主义共和国部长会议第一副主席。
- 1970年4月-1981年1月，阿塞拜疆苏维埃社会主义共和国部长会议主席。
- 1981年1月起退休，享受联邦养老金待遇。
- 1985年5月28日于巴库逝世，享年71岁。

易卜拉欣莫夫是苏共22-25大代表，第24-25届中央候补委员；第6-10届苏联最高苏维埃民族院代表；第2,4-5,8-9届阿塞拜疆苏维埃社会主义共和国最高苏维埃代表。

## 荣誉
- 四次列宁勋章
- 三次劳动红旗勋章
- 劳动英勇奖章
- 保卫高加索奖章
- 1941-1945年伟大卫国战争中忘我劳动奖章